# 普通胡桃
普通胡桃又名波斯胡桃、英國胡桃、胡桃、核桃，是胡桃科胡桃屬的植物，亦是最常見的胡桃的一種。在南北半球的温带地区广泛栽培。由于长期的人为栽培，其自然分布范围不详，据推测原产于巴尔干半岛到中国之间的区域。

## 利用
胡桃是重要的木本经济作物，其果仁营养价值丰富，含有多种微量元素和优质蛋白，是全球食用最多的坚果之一。经常食用胡桃可能改善与脑部有关的疾病和心血管疾病。胡桃油富含不饱和脂肪酸，研究表明有抗氧化和抗炎功效，也具有预防记忆障碍的作用。

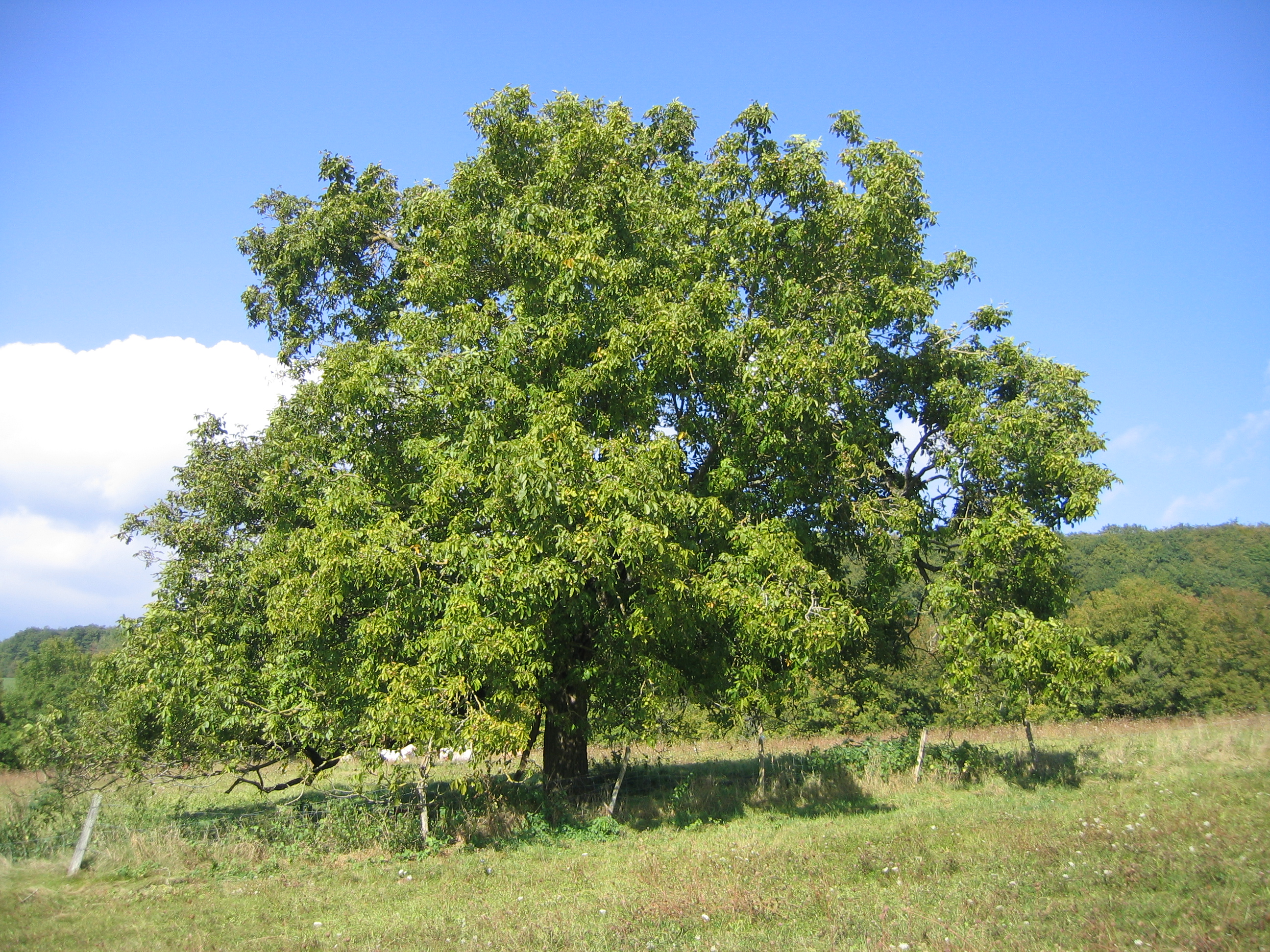
成熟胡桃樹
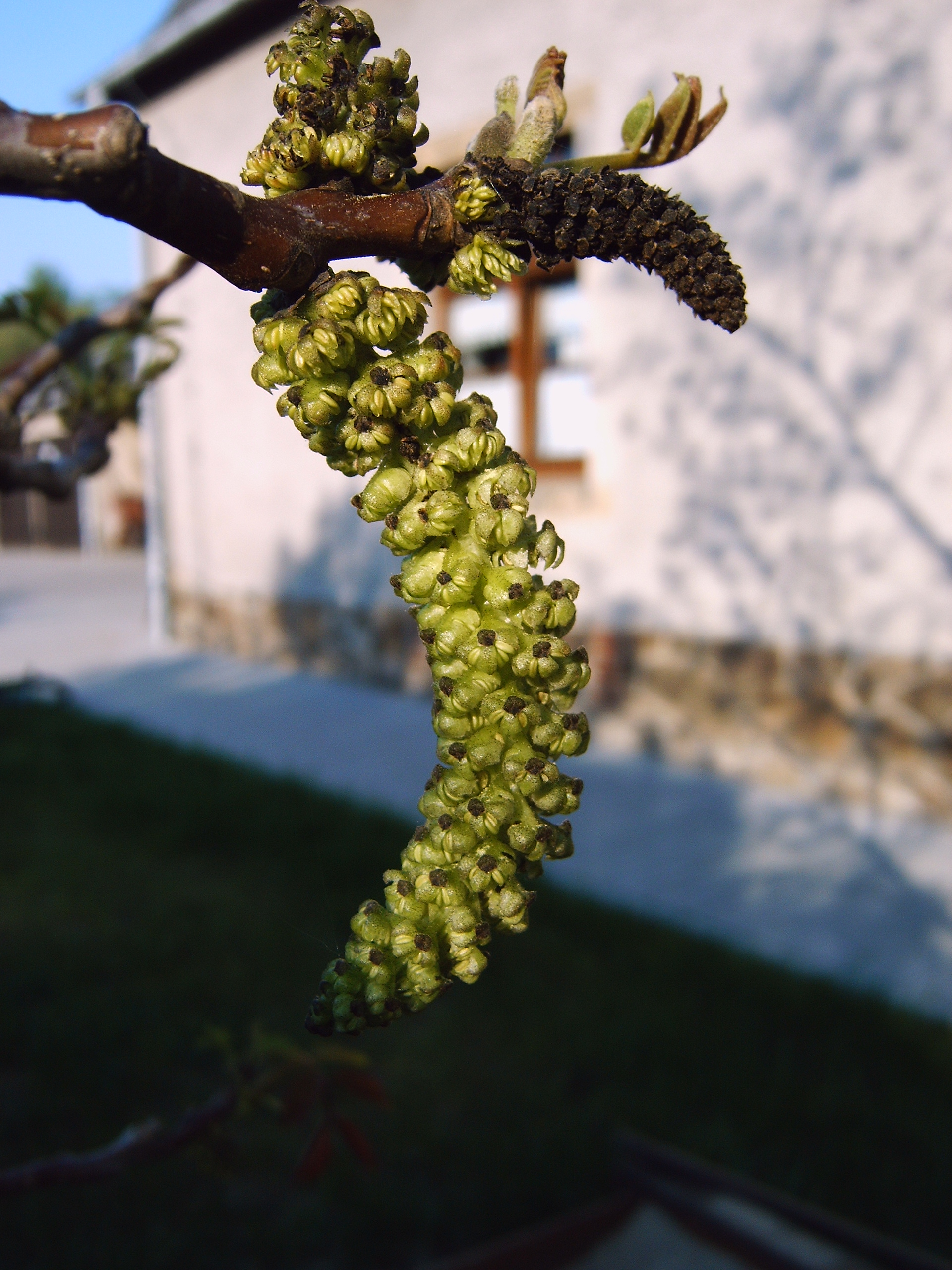
雄花
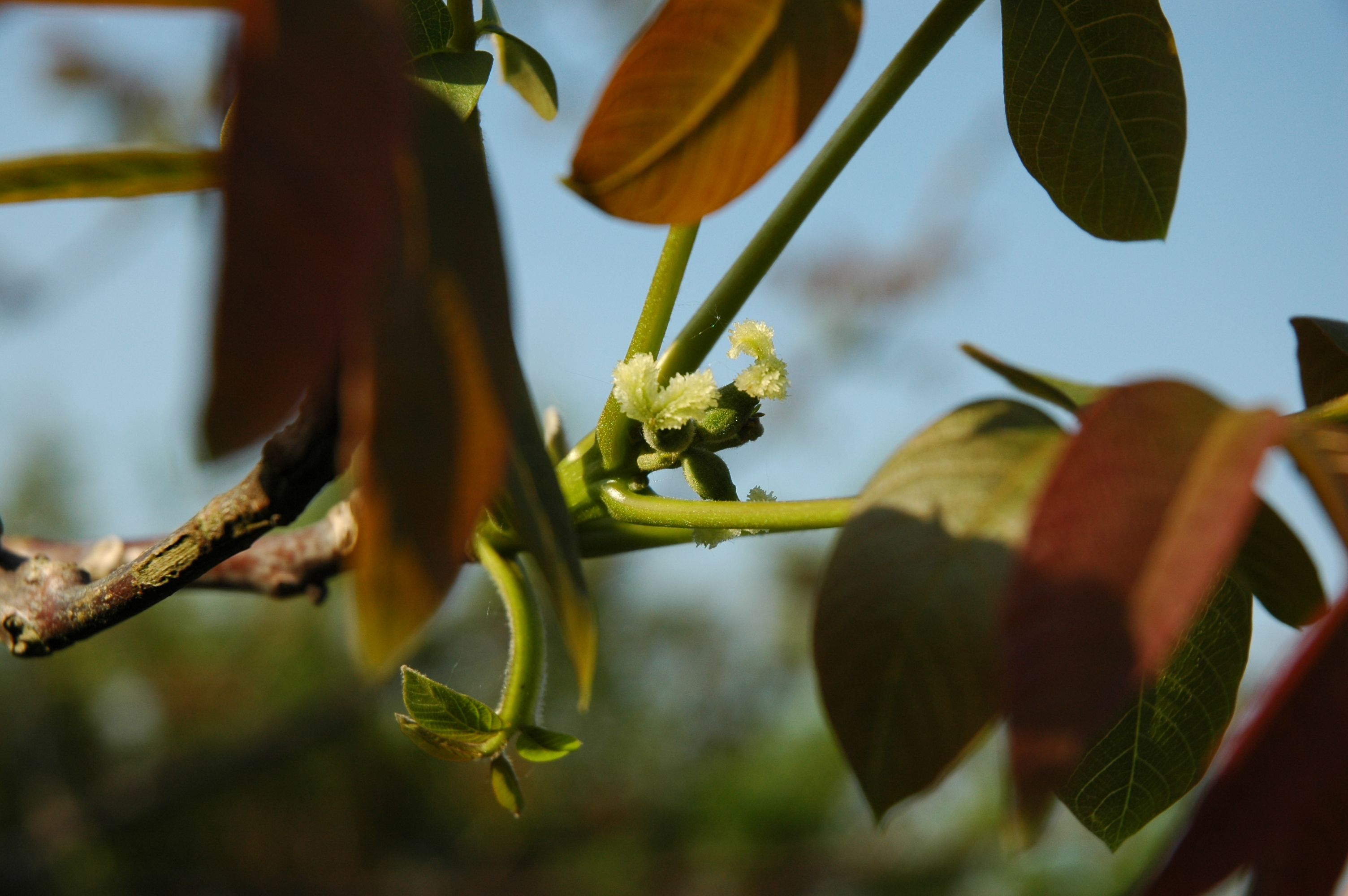
雌花
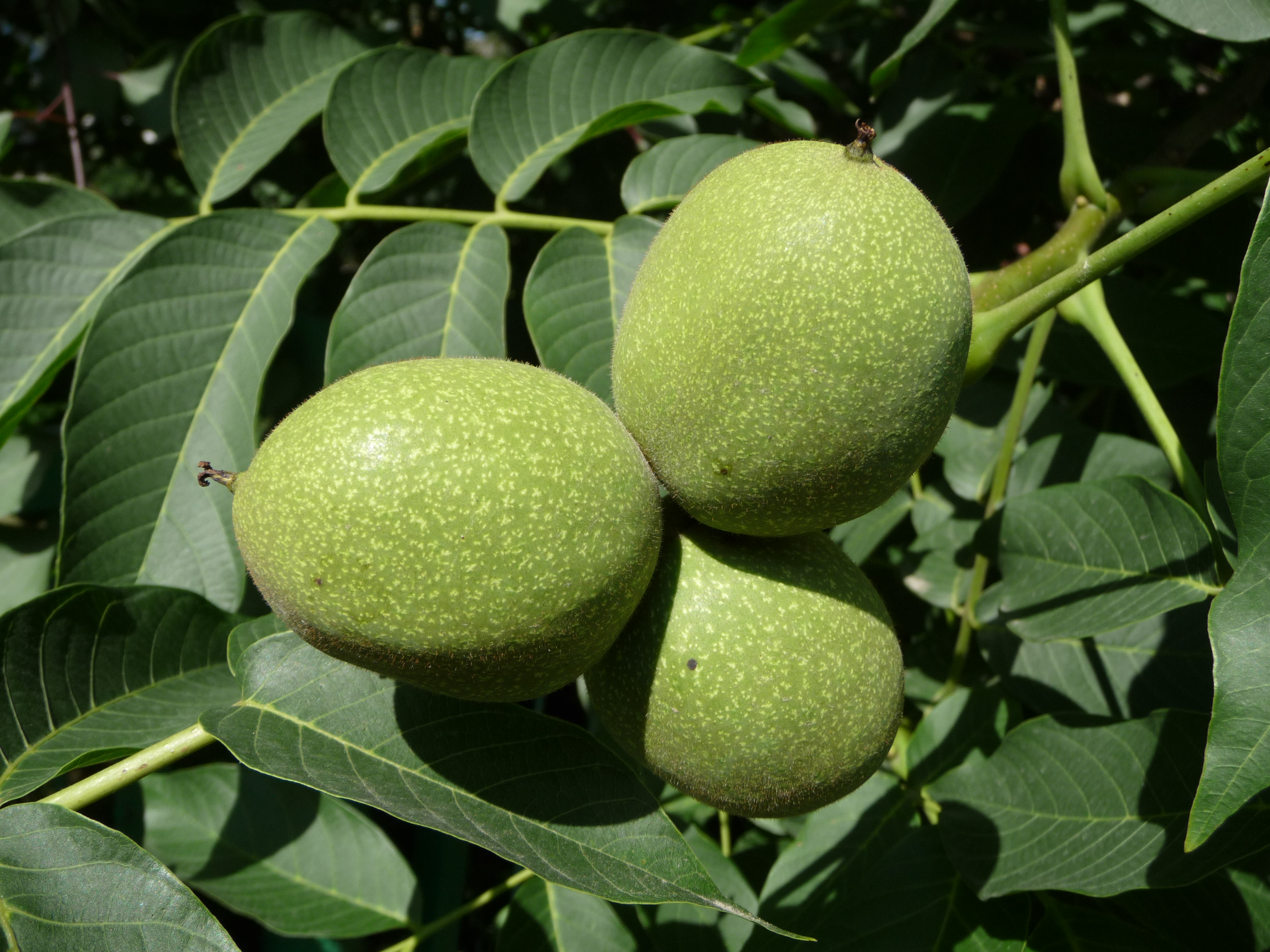
果實
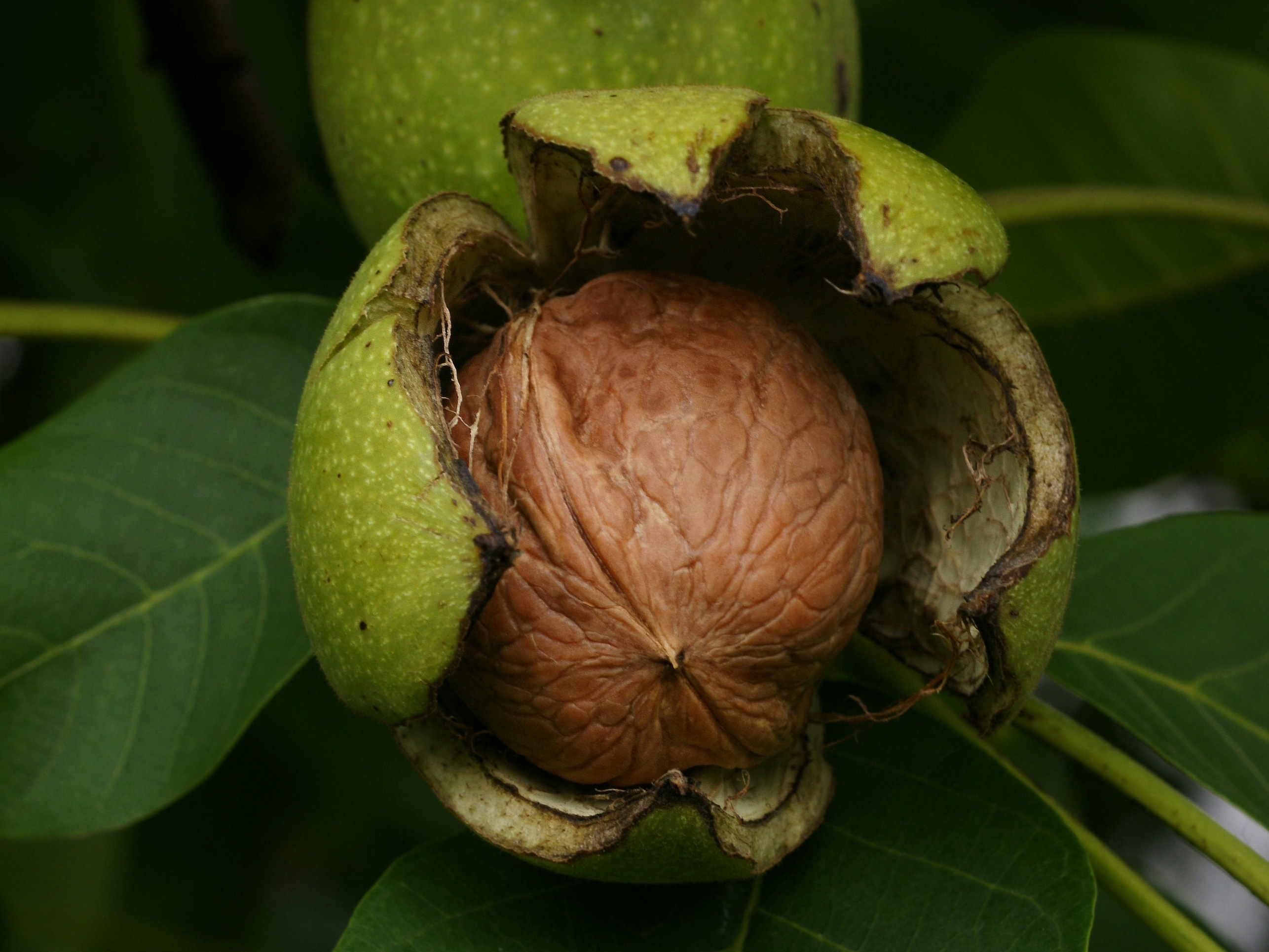
堅果
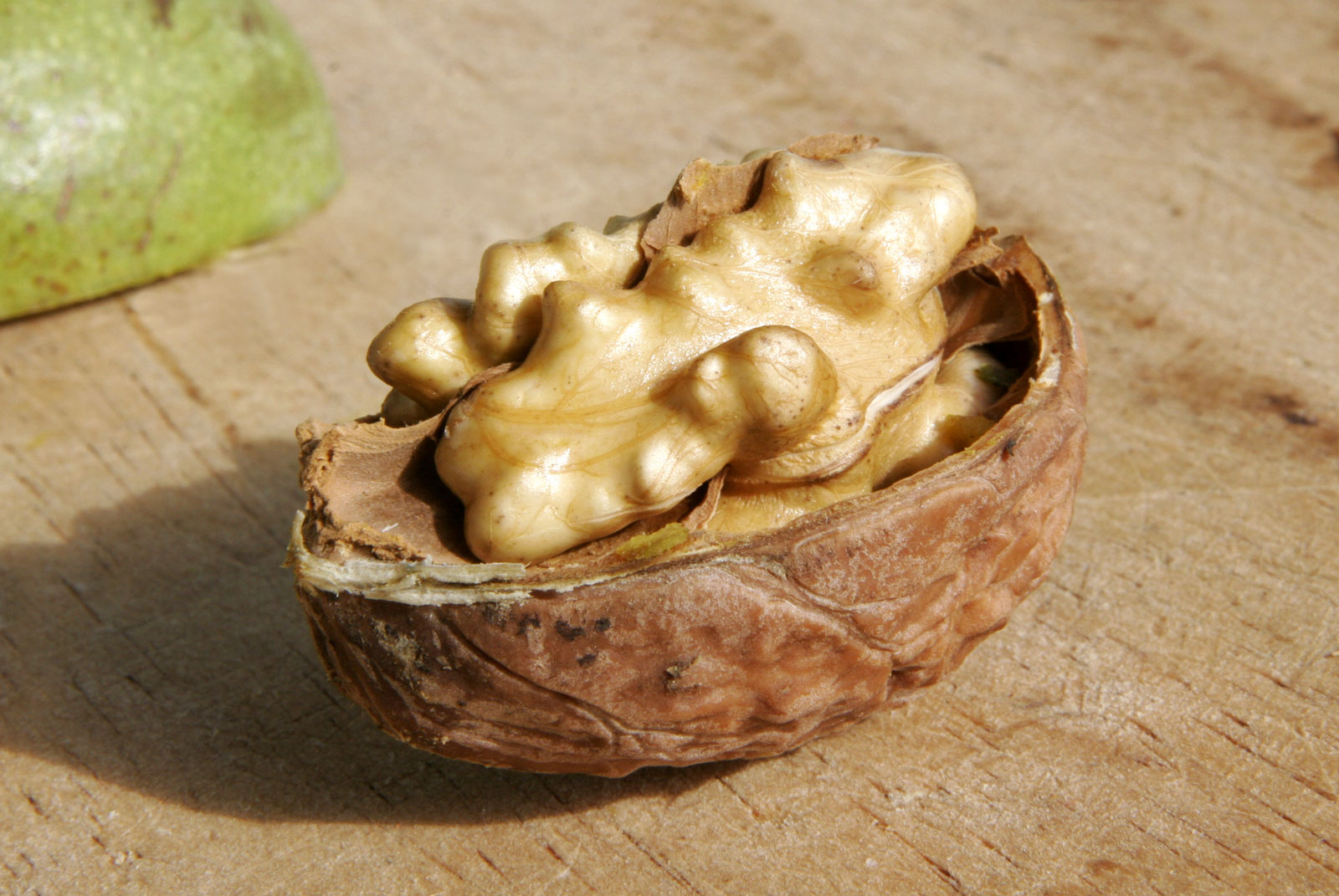
子葉
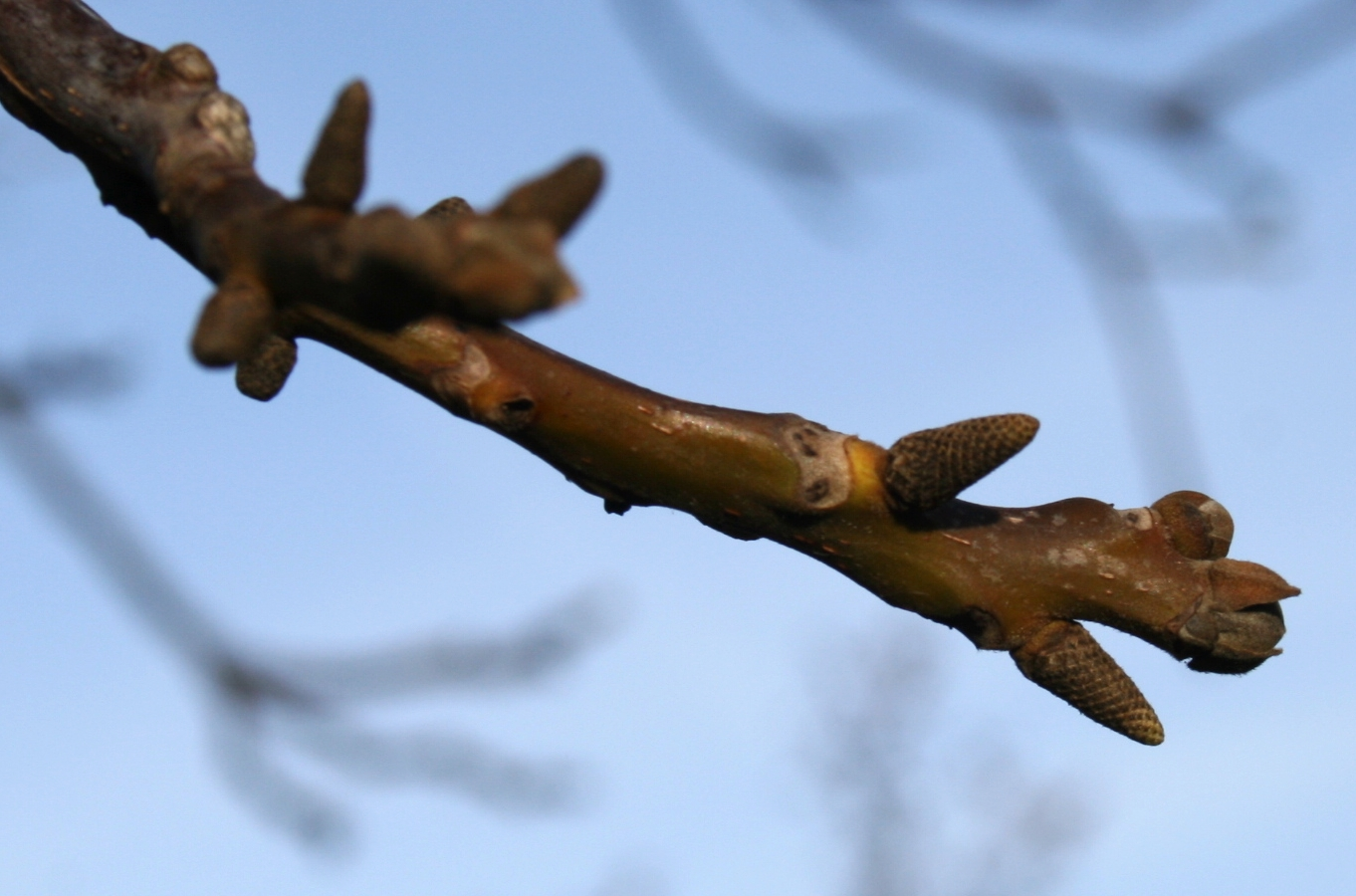
嫩芽
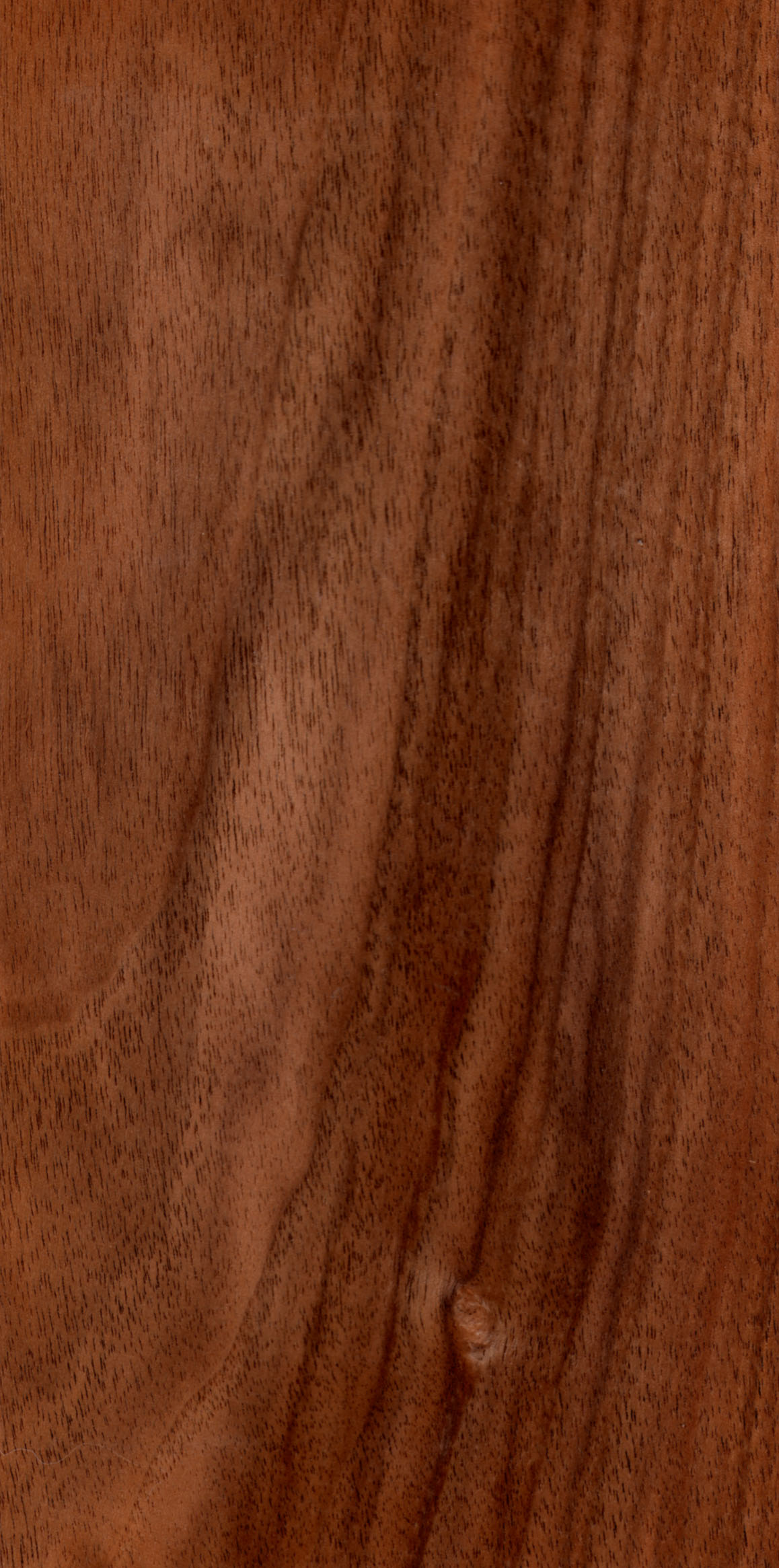
木材紋理
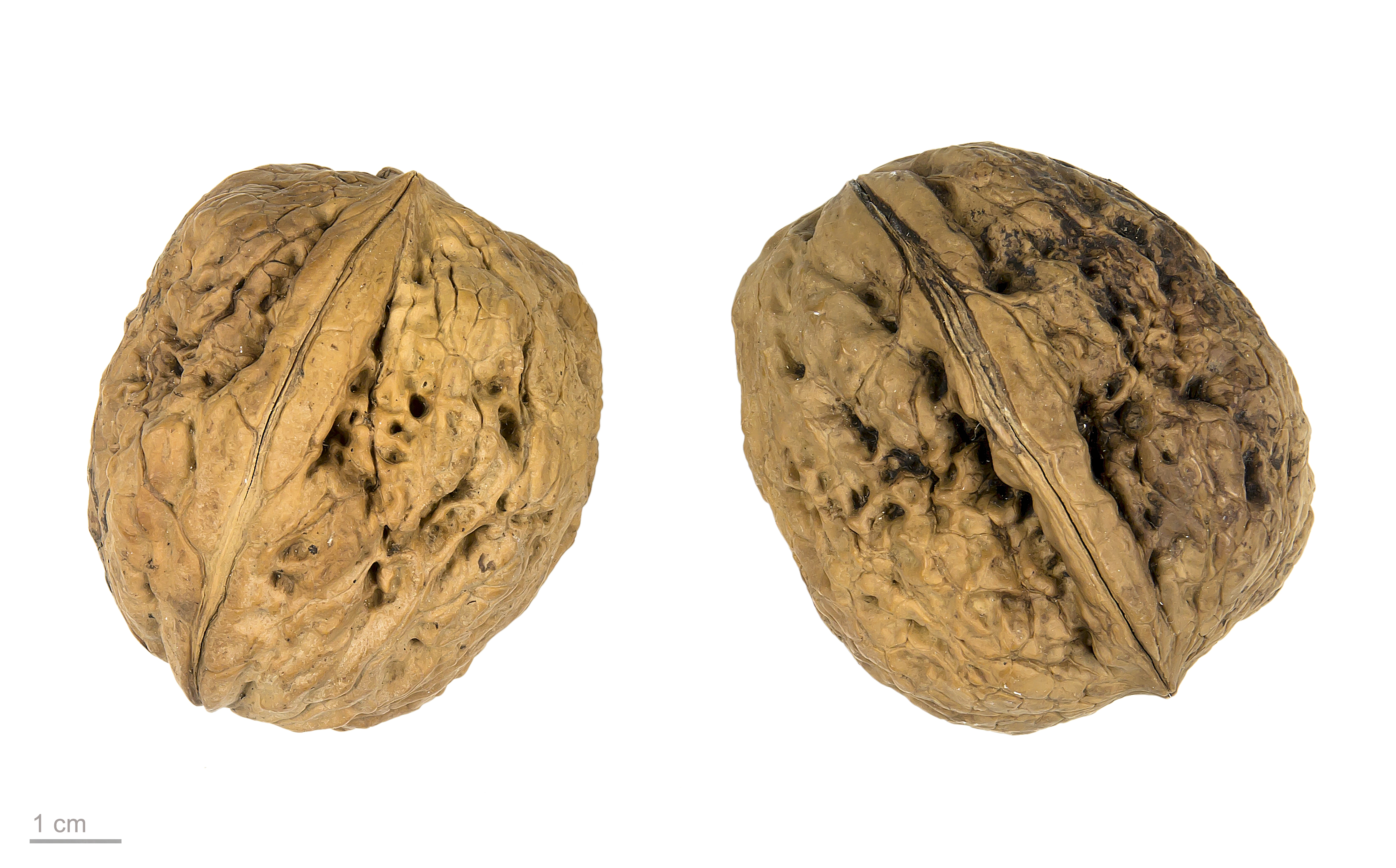
Juglans regia - Museum specimen